# Angeborener Auslösemechanismus
Angeborener Auslösemechanismus (AAM; zeitweise auch: angeborenes auslösendes Schema) ist ein Fachbegriff der vor allem von Konrad Lorenz und Nikolaas Tinbergen ausgearbeiteten Instinkttheorie der klassischen vergleichenden Verhaltensforschung (Ethologie). Er ermöglicht einem Tier „das ‚angeborene Erkennen‘ einer biologisch relevanten Umweltsituation“. Ein AAM ist folglich ein „Reizfilter-Apparat“, der auf einen bestimmten Schlüsselreiz anspricht; zudem sorgt er aber auch für die „Ankoppelung des ‚erkannten‘ Reizes an eine bestimmte Verhaltensweise (motorische Koordination).“ Das heißt, der AAM bewirkt zugleich, dass eine bestimmte „phylogenetisch programmierte, erbkoordinierte Bewegung“ (Instinktbewegung) in Gang gesetzt wird, mit deren Hilfe die durch den Schlüsselreiz bestimmte Umweltsituation mit „angeborenem Können“ gemeistert wird.
Die Bezeichnung angeborener Auslösemechanismus und die ihm zugeschriebenen physiologischen Eigenschaften wurde „in nächtelangen Diskussionen“ gemeinsam von Nikolaas Tinbergen und Konrad Lorenz im Verlauf einer Fachtagung zum Thema Instinkte „geboren“, die der niederländische Zoologe Cornelis Jakob van der Klaauw 1936 an die Universität Leiden einberufen hatte. Später wurde das Konstrukt des angeborenen Auslösemechanismus – angestoßen vor allem durch eine Veröffentlichung des österreichischen Zoologen Otto Storch (Leiter des Zoologischen Instituts in Graz) aus dem Jahr 1949 – um einen durch Erfahrung modifizierten AAM (EAAM) ergänzt. Wolfgang Schleidt führte 1962 zudem noch die erworbenen Auslösemechanismen (EAM) ein, „bei denen das ursprünglich vorhanden gewesene Gerüst des AAM nicht mehr nachweisbar ist, oder die ohne die Mitwirkung eines AAM zustande gekommen sind“.

## AAM und Schlüsselreiz
Verhaltensbeobachtern war schon immer aufgefallen, dass viele neugeborene Tiere sofort in der Lage sind, die ihnen zuträgliche Nahrung aufzunehmen: Seien es Küken, die nach dem Schlüpfen sofort zu wissen scheinen, was Futter ist und wie sie Futter zu picken haben; seien es Säugetiere, die ohne fremde Hilfe sofort zu den Zitzen der Mutter drängen. Der Nachweis einer angeborenen Verhaltensweise kann am leichtesten bei erfahrungslos aufgezogenen Testtieren geführt werden; frisch aus dem Ei geschlüpfte Vögel hatten vor dem Schlüpfen zum Beispiel keinerlei Möglichkeiten für visuelle Wahrnehmungen. Dies ist einer der Gründe dafür, dass so gut wie alle frühen Ethologen auf dem Gebiet der Ornithologie tätig waren.
Ähnlich Pawlows Verknüpfung von bedingtem Reiz und bedingtem Reflex hatte Konrad Lorenz erstmals 1935 in seinem Frühwerk Der Kumpan in der Umwelt des Vogels das Konzept des Zusammenwirkens von Schlüsselreiz und AAM dargestellt; allerdings verwendete Lorenz damals für diese – als Teilsystem des Zentralnervensystems postulierte – ‚Schaltstelle‘, die dem spezifischen ‚Input‘ einen spezifischen ‚Output‘ folgen lasse, statt AAM noch die Bezeichnung auslösendes Schema. „Eine besondere Rolle spielen nun bei Vögeln die instinktmäßig angeborenen auslösenden Schemata. Wenn das auslösende Schema einer Reaktio instinktmäßig angeboren ist, so entspricht es stets einer verhältnismäßig einfachen Kombination von Einzelreizen, die in ihrer Gesamtheit den Schlüssel zu einer bestimmten instinktmäßigen Reaktion darstellen. Das angeborene auslösende Schema einer Instinkthandlung greift aus der Fülle der Reize eine kleine Auswahl heraus, auf die es selektiv anspricht und damit die Handlung in Gang bringt.“
Es ist also der AAM, der die laut Instinkttheorie kontinuierlich erzeugte „aktionsspezifische Erregung“ für bestimmte Instinktbewegungen daran hindert, in unpassenden Situationen freigesetzt zu werden und der umgekehrt dafür sorgt, dass sie nur in den passenden Situationen vom Individuum in einer bestimmten, ererbten Weise freigesetzt wird. Diese vom AAM wie von einem Filter selektierten „Schlüsselkombinationen“ müssen Lorenz zufolge „ein Mindestmaß allgemeiner Unwahrscheinlichkeit“ besitzen, das heißt, sie müssen weitestgehend fälschungssicher sein und dürfen allenfalls sehr selten irrtümlich eine Instinktbewegung in Gang setzen, „und zwar aus denselben Gründen, aus denen man dem Barte eines Schlüssels eine generell unwahrscheinliche Form gibt.“ In gewissem Sinne füllt der AAM folglich die von klassischen Behavioristen so bezeichnete Black Box und kann durch drei Eigenschaften charakterisiert werden:
1. das Erkennen eines Schlüsselreizes und die auf ihn folgende Verhaltensweise ist angeboren und artspezifisch;
2. ohne AAM kann keine adäquate Reaktion auf einen Schlüsselreiz erfolgen;
3. die einem Schlüsselreiz folgende Reaktion ist stereotyp, da jedem Schlüsselreiz ein eigener AAM und eine spezifische Reaktion zugeschrieben wird.

Die Bezeichnung angeborenes auslösendes Schema hatten Konrad Lorenz und Nikolaus Tinbergen 1936 gewählt, weil der Organismus „nicht etwa auf ein gestaltetes Gesamtbild der adäquaten Umweltsituation anspricht, sondern auf eine Summe von ganz bestimmten, diese Situation skizzenhaft, ‚schematisch‘ kennzeichnenden Reizkombinationen. Man hat den Ausdruck angeborenes Schema deshalb verlassen, weil er immer noch die Vorstellung von einem, wenn auch vereinfachten, Bild der Gesamtsituation oder des Gegenstandes einer Verhaltensweise nahelegt. Man spricht jetzt vom angeborenen Auslösemechanismus (AAM) […], und es ist von vornherein klar, daß bei verschiedenen Lebewesen und auf verschiedener Integrationshöhe ihrer kognitiven Leistungen und Verhaltensweisen sehr verschieden hohe Ansprüche an die Selektivität ihrer Reizbeantwortung gestellt werden und daß es sehr verschiedene physiologische Mechanismen sind, die diesen Anforderungen gerecht werden.“
Zum durch Erfahrung veränderten AAM – dem EAAM – merkte Lorenz 1978 an: „Einer der am weitesten verbreiteten Lernvorgänge und möglicherweise der urtümlichste unter ihnen, besteht darin, daß ein AAM durch Hinzulernen von weiteren, für die auslösende Reizkonfiguration kennzeichnenden Merkmalen selektiver gemacht wird. Dies bedeutet selbstverständlich eine adaptive Modifikation des Verhaltens.“

## Die neurobiologische Basis des AAM
Das „angeborene auslösende Schema“, später umbenannt in „angeborener auslösender Mechanismus“, wurde 1936 als ein rein gedankliches Konstrukt postuliert, also ohne experimentelle Grundlage. Es basierte zunächst nur auf der Beobachtung, dass Tiere offenkundig auch ohne vorheriges Lernen auf bestimmte Umweltreize in bestimmter, vorhersagbarer Weise reagieren, dass sie also über spezifische angeborene Umweltkenntnisse und über ein spezifisches angeborenes Verhaltensrepertoire verfügen. Eine solche starre Koppelung von externem „Schlüsselreiz“ und Instinktbewegung setzt aber ein neurophysiologisches Filter- und Aktivierungssystem voraus: Insofern war der AAM ein zwingend zu unterstellendes Bindeglied zwischen Reiz und Reaktion. Das aber wirft methodische Probleme auf: Schlüsselreiz und AAM können experimentell nicht getrennt voneinander untersucht werden, denn ein Schlüsselreiz ist ja gerade dadurch definiert, dass er dank eines AAM eine bestimmte Instinktbewegung anstößt, und umgekehrt ist ein AAM dadurch definiert, dass er einem bestimmten Schlüsselreiz zugeordnet ist. Das postulierte Konstrukt des AAM kann somit eher als ein erkenntnistheoretisches, naturphilosophisches Konstrukt und weniger als ein naturwissenschaftliches angesehen werden. Es spielt daher in der aktuellen naturwissenschaftlichen Forschung kaum noch eine Rolle.
Gleichwohl ist das „angeborene Erkennen“ einer biologisch relevanten Umweltsituation von Verhaltensforschern und Neurophysiologen vielfach beschrieben worden und gilt als gesichert. Weniger gut gesichert ist allerdings weiterhin, wie genau ein bestimmter AAM beschaffen sein muss, damit der zugehörige „Schlüsselreiz“ situationsgerecht beantwortet werden kann. Konrad Lorenz selbst hatte 1978 eingeräumt: „Über die physiologischen Funktionen, von denen die seligierende Reizfilterung des AAM vollzogen wird, wissen wir heute nur wenig.“ Und 1994 schrieb der Neurophysiologe Jörg-Peter Ewert: „Aufgrund unseres heutigen Wissens ist keine allgemeingültige Zuordnung neuronaler Zentren als Ort von Auslösemechanismen möglich“. Die genaue Bestimmung neuronaler Ensembles, die eine neurophysiologische Entsprechung zum AAM darstellen, ist auch in den Jahrzehnten danach nur für einzelne Spezialfälle möglich gewesen.
Auf einen solchen Spezialfall verwies 1978 auch Lorenz als Beleg für seine Hypothesen: Jerome Lettvin, Humberto Maturana, Warren McCulloch und Walter Pitts hatten 1959 beim Leopardfrosch (Rana pipiens) zunächst Rezeptive Felder nachgewiesen und kurz darauf berichtet, dass bestimmte neuronale Verschaltungen in der Netzhaut dazu beitragen, dass ein Frosch ein vorbeifliegendes kleines Insekt als Beute „erkennt“, ein größeres fliegendes Objekt hingegen als Feind: „Gruppen von Seh-Elementen sind mit je einer Ganglienzelle verbunden, manche von ihnen sprechen auf Hell-oder Dunkelwerden an, andere auf so spezifische Reize, wie beispielsweise eine Hell-Dunkelgrenze mit konvexem dunklen Rand, die in bestimmter Richtung über die Seh-Elemente der Gruppe hinwegläuft. Ein Seh-Element kann dabei Mitglied einer ganzen Reihe von Gruppen sein, d. h. mit verschiedenen Ganglienzellen in Verbindung stehen. Man ist geradezu versucht, zentralwärts von diesen Gruppen eine nächsthöhere integrierende Instanz zu postulieren, die aus der Information solcher Untersysteme eine Meldung wie etwa ‚Fliege von rechts nach links vorüberfliegend‘ integriert.“
Angelehnt an solche neuroethologische Forschung empfahl Jörg-Peter Ewert 1994 eine ‚Rettung‘ der Bezeichnung Auslösemechanismus unabhängig von der historischen Instinkttheorie und unter kybernetischen und  systemtheoretischen Gesichtspunkten: „Unter Auslösemechanismen sollten wir heute Auslösesysteme verstehen, in denen Merkmalsfilter-, Ortungs-, Motivations- und Lernsysteme ineinandergreifen. Unter Einbeziehung einer solchen Differenzierung behält der Begriff Auslösemechanismus seine Fruchtbarkeit – vor allem auch für die neuroethologische Forschung.“

## Belege
1. 1 2 3  Konrad Lorenz: Vergleichende Verhaltensforschung. Grundlagen der Ethologie. Springer, Wien und New York 1978, S. 122, ISBN 978-3-7091-3098-8.
2. ↑  Uwe Jürgens und Detlev Ploog: Von der Ethologie zur Psychologie. Kindler Verlag, München 1974, S. 9, ISBN 3-463-18124-X.
3. ↑  Konrad Lorenz: Vergleichende Verhaltensforschung. Grundlagen der Ethologie, S. 6.
4. ↑  Klaus Taschwer und Benedikt Föger: Konrad Lorenz. Biographie. Zsolnay, Wien 2003, S. 72, ISBN 3-552-05282-8.
5. ↑  Ute Felbor: Rassenbiologie und Vererbungswissenschaft in der Medizinischen Fakultät der Universität Würzburg 1937–1945. Königshausen & Neumann, Würzburg 1995 (= Würzburger medizinhistorische Forschungen. Beiheft 3; zugleich Dissertation Würzburg 1995), ISBN 3-88479-932-0, S. 96.
6. ↑  Otto Storch: Erbmotorik und Erwerbmotorik. In: Akademischer Anzeiger der medizinisch-naturwissenschaftlichen Klasse der österreichischen Akademie der Wissenschaften.  Heft 1, Wien 1949.
7. ↑  Wolfgang M. Schleidt: Die historische Entwicklung der Begriffe „Angeborenes auslösendes Schema“ und „Angeborener Auslösemechanismus“ in der Ethologie. In: Zeitschrift für Tierpsychologie. Band 19, Nr. 6, 1962, S. 697–722, doi:10.1111/j.1439-0310.1962.tb00800.x.
8. ↑  Konrad Lorenz: Der Kumpan in der Umwelt des Vogels. In: Journal für Ornithologie. Band 83, Nr. 2–3, 1935, S. 137–215 und S. 289–413, doi:10.1007/BF01905355.
9. ↑  Konrad Lorenz: Der Kumpan in der Umwelt des Vogels. Nachdruck in: Derselbe: Über tierisches und menschliches Verhalten. Aus dem Werdegang der Verhaltenslehre. Gesammelte Abhandlungen, Band 1, S. 268, Piper, München 1965, ISBN 3-492-01385-6, Volltext (PDF).
10. ↑   Konrad Lorenz: Der Kumpan in der Umwelt des Vogels. Nachdruck, S. 117.
11. ↑  Konrad Lorenz: Vergleichende Verhaltensforschung. Grundlagen der Ethologie, S. 137.
12. ↑  Hanna-Maria Zippelius: Die vermessene Theorie. Eine kritische Auseinandersetzung mit der Instinkttheorie von Konrad Lorenz und verhaltenskundlicher Forschungspraxis. Vieweg, Braunschweig 1992, S. 13, ISBN 3-528-06458-7.
13. 1 2  Konrad Lorenz: Vergleichende Verhaltensforschung. Grundlagen der Ethologie, S. 125.
14. 1 2  Jörg-Peter Ewert: Ist das Konzept vom Auslösemechanismus noch zeitgemäß? In: Gerd-Heinrich Neumann und Karl-Heinz Scharf (Hrsg.): Verhaltensbiologie in Forschung und Unterricht. Ethologie – Soziobiologie – Verhaltensökologie. Aulis Verlag Deubner, Köln 1994, S. 223, ISBN 3-7614-1676-8.
15. ↑  Jerome Lettvin, Humberto Maturana, Warren McCulloch und Walter Pitts: What the Frog's Eye Tells the Frog's Brain. In: Proceedings of the Institute of Radio Engineers. Band 47, Nr. 11, 1959, S. 1940–1951, Volltext (PDF).
16. ↑  Humberto R. Maturana, Jerome Y. Lettvin, Warren S. McCulloch und Walter H. Pitts: Anatomy and Physiology of Vision in the Frog (Rana pipiens). In: Journal of General Physiologie. Band 43, Nr. 6, 1960, 129–175, doi:10.1085/jgp.43.6.129, PMC 2195076 (freier Volltext)
17. ↑  Jörg-Peter Ewert: Neurobiological Basis for the Recognition and Localization of Environmental Signals: How Does a Toad Brain Recognize Prey and Enemy? In: Derselbe: Neuroethology. An Introduction to the Neurophysiological Fundamentals of Behavior. Springer, Berlin und Heidelberg 1980, S. 69–128, ISBN 978-3-642-67502-7.
Jörg-Peter Ewert: The Neural Basis of Visually Guided Behavior. In: Scientific American. Nr. 3, 1974, S. 34–42, Volltext (PDF) (Memento vom 29. Oktober 2019 im Internet Archive).